# Pawhuska (Oklahoma)
Pawhuska – miasto w Stanach Zjednoczonych, w stanie Oklahoma, siedziba administracyjna hrabstwa Osage.